# Tročany
Tročany este o comună slovacă, aflată în districtul Bardejov din regiunea Prešov. Localitatea se află la altitudinea de 345 m deasupra n.m., se întinde pe o suprafață de 8,47 km2 și în 2017 număra 292 de locuitori. Se învecinează cu comuna Janovce.

## Istoric
Localitatea Tročany este atestată documentar din 1270.

## Demografie
| An:                | 1994 | 2004   | 2014   | 2024   |
| ------------------ | ---- | ------ | ------ | ------ |
| Număr de persoane: | 301  | 318    | 301    | 292    |
| Diferență:         |      | +5,64% | −5,34% | −2,99% |

| An:                | 2023 | 2024   |
| ------------------ | ---- | ------ |
| Număr de persoane: | 298  | 292    |
| Diferență:         |      | −2,01% |